# Soolking
Soolking, de son vrai nom Abderraouf Derradji (en arabe : عبد الرؤوف دراجي ; en tamazight : ⵄⴰⴱⴷⴻⵕⵕⴰⵓⴼ ⴷⵕⵕⴰⵊⵉ), né le 10 décembre 1989 à El Hammamet, dans la wilaya d'Alger, est un chanteur, rappeur et danseur algérien actif en France depuis 2014. Il est connu sous le nom de scène de MC Sool dans son groupe Africa Jungle jusqu'en 2013

## Biographie

### Jeunesse
Abderraouf Derradji naît le 10 décembre 1989 à Alger Baïnem, et grandit à Staoueli. Fils d'un père batteur, il commence la musique très jeune. Il a deux frères et une sœur. Il intègre un groupe de rock puis se passionne pour la danse,,.
Arrivé en France en 2008, il ne parvient pas à se faire une place dans le milieu de la danse. 

### Carrière

#### Africa Jungle
De retour en Algérie, il intègre le groupe de rap algérien Africa Jungle sous le nom de MC Sool avec lequel il sort deux albums: Ched Rohek et Eclipse,.

#### Retour et installation en France (2014)
Repéré par un producteur marseillais, il retourne en France et y réside depuis 2014. Il se lance dans une carrière solo en 2016.
En 2017, Soolking signe sur le label Marseillais Hyper Focal qui produit son premier hit avec le rappeur Alonzo (« TRW ») et par la suite se distingue dans la web série Les Déguns avec le titre (« Mi amigo ») aux côtés de Karim, Nono et Soprano, série également produite par Hyper Focal.

#### Début du succès (2018)
En 2018, Soolking trouve le succès en France avec les titres Milano, puis Guérilla, avant de connaître un succès international avec le single Dalida, qui est classé dans le top 10 mondial de Deezer à sa sortie,. Nommé donc en hommage à la chanteuse Dalida, Soolking reprend le refrain du tube Paroles... Paroles... de la chanteuse,. Entretemps, Soolking signe sur le label Affranchis Music dirigé par le rappeur Sofiane.

#### Fruit du démon(2018-2019)
Le 2 novembre 2018, Soolking sort son premier album solo intitulé Fruit du démon; qui s'écoule à 18 358 exemplaires lors de sa première semaine d'exploitation. Début décembre, l'album est certifié disque d'or en atteignant les 50 000 ventes.
Fin 2018, le titre Guérilla est certifié single de platine tandis que les titres Dalida et Milano sont certifiés single d'or. En janvier 2020, soit un peu plus d'un an après sa sortie, Dalida est lui aussi certifié single de platine.
Début juin 2019, soit sept mois après la sortie de Fruit du démon, l'album est certifié disque de platine avec plus de 100 000 exemplaires vendus.
En 2019, il est approché par Diplo pour être présent sur l’EP Europa aux côtés de nouveaux artistes européens tels que Octavian, Niska, Bausa et IAMDDB.
En 2019, il sort un clip pour sa chanson Rockstar. Quelques semaines plus tard, il sort un clip pour sa chanson Youv (BO du film Walter). Le 14 mars, il sort le clip pour Liberté, une réadaptation d'une chanson (Ultima verba) du groupe de supporters Ouled El Bahdja de l'USM Alger qui est reprise en cœur par des milliers de manifestants en Algérie.
En 2019, une collaboration avec l'artiste albanaise Dhurata Dora sur le titre Zemër rencontre un succès important en Albanie et au Kosovo, mais également sur le plan international, se classant 42e des ventes 2019 de singles en France, 13e en Suisse et 5e des titres les plus écoutés en Algérie sur Deezer. Le clip Zemër dépasse les 360 millions de vues sur la plateforme YouTube en décembre 2019, elle est la cinquième vidéo la plus vue sur YouTube en 2019. Huit mois après sa sortie, le single a été certifié single de platine en janvier 2020.
Le 22 juin 2019, Soolking suscite une polémique au Maroc après avoir brandi un drapeau du Sahara Occidental.
Le 12 juillet 2019, Soolking est sacré « Artiste international de l'année » lors du Beirut International Awards Festival (BIAF), principale céremonie de récompenses musicales libanaise.
Le 22 août 2019, lors du concert de Soolking au stade du 20-août-1955 à Alger, un mouvement de foule survient à l'entrée du stade et provoque 5 morts et 118 blessés. À la suite de cet incident, le directeur général de l'ONDA Sami Bencheikh El Hocine et le directeur général de la police algérienne Abdelkader Kara Bouhadba ont été limogés ou remplacés, et la ministre de la Culture Meriem Merdaci a démissionné.

#### Vintage(2019-2020)
Après plusieurs titres à succès en 2019 comme Zemër, Liberté ou encore Espérance, Soolking se contente de collaborations sur les albums d'autres artistes tels que Black M, Naps, SCH ou encore Dadju, avant de faire son retour avec le titre Bébé allo, premier extrait de son nouvel album qu’il n’a pas encore confirmé. Le titre est  sorti le 8 novembre 2019 sur toutes les plateformes y compris YouTube, qui cumule à plus de 33 millions de vues en janvier 2020. L'album est prévu pour 2020.
Le 7 février 2020, Soolking publie un nouvel extrait de son prochain album en collaboration avec Dadju. Le titre s'appelle Meleğim et est accompagnée dès vendredi après-midi par un clip, réalisé en Turquie, accumulant plus de 4 millions de vues sur YouTube en 24h, annonçant à la fin du clip la promotion d’un nouvel album.
Le 21 février 2020, Soolking figure sur le titre Jennifer, issu de l'album DNA du rappeur italo-tunisien Ghali.
Le 22 février 2020, il publie un nouvel extrait de l'album qui s'appelle Maryline, en collaboration avec le rappeur marseillais SCH et dont le titre fait référence à l’icône hollywoodienne Marilyn Monroe.
Le double album nommé Vintage est disponible en deux versions Glace et Feu ou Hiver et Été, compte 20 titres et est sorti le 20 mars 2020. L'album contient des collaborations avec les chanteurs et rappeurs Cheb Mami, Heuss l'Enfoiré, Dadju, Gambi, SCH, 13 Block, Jul, Kliff et l'artiste allemand Mero.
Sorti en plein confinement, Vintage est certifié disque d'Or après cinq mois. Le deuxième de sa carrière.
L'album est réédité sous le nom de Vintage Gear Fourth. En plus des 20 pistes initiales de Vintage, l'artiste a ajouté Rockstar 2, Tichy avec Fianso, San Diego et Comme jamais en compagnie d'Hamza et de Zed. Le nom de la réédition est une référence à One Piece, le Gear Fourth étant une transformation utilisée par Monkey D. Luffy.
Le 5 décembre 2020, au NRJ Music Awards 2020 - Soolking & Dadju remportent le NMA de la « Collaboration Francophone de l'année » avec le titre Meleğim.
Le 17 décembre 2020, Soolking sort le remix du titre Jennifer sur son album Vintage il invite Lynda, Heuss L'enfoiré, L'algérino, Franglish.

#### Sans visa(2021-2022)
Le 15 janvier 2021, il est invité sur le Aquí du producteur AriBeatz avec le rappeur portoricain Ozuna.
En juin 2021, il sort le premier single de son futur album Sans visa le s'appelle Fada.
En septembre 2021, il sort le titre Bye Bye avec Tayc, le titre est aujourd'hui certifié single d'or par la SNEP.
En février 2022, il sort le titre Suavemente qui devient numéro 1 en France et certifié single de diamant par la SNEP. Le titre Suavemente est suivi d'un remix avec le rappeur italien Boro Boro, le remix se classe 17ème en Italie et devient double platine par le FIMI. Le titre Suavemente est un remix du titre Suavemente de Elvis Crespo. Ce titre est nommé Reprise / Adaptation, NRJ Music Awards 2022.
Il sort l'album Sans visa le 26 mai 2022 avec l'apparition de Niska, Naps, Heuss l'Enfoiré, Reynmen, Kendji Girac, Tayc et Rim'K. Il devient platine en France le 26 décembre 2022.
Le 22 juin 2022, il sort le clip du titre Balader avec Niska qui est dans l'album Sans visa , le titre devient single de diamant par la SNEP.
Puis, le 13 juillet 2022, sort le clip du titre Baila avec Kendji Girac.

#### Succès européen avecCasanova(2023)
Le 6 juillet 2023, Soolking et Gazo dévoilent le morceau Casanova, qui rend honneur au groupe ivoirien Magic System, dont ils samplent une mélodie. Rapidement en tête des charts français, le morceau s'exporte à l'international, entrant dans les charts des Pays-Bas (au mieux 1er), de Belgique (3ème), du Luxembourg (3ème), de Suisse (7ème), d'Allemagne (88ème), de République tchèque (92ème), d'Espagne (93ème) et d'Italie (44ème). Il est certifié disque d'or en Italie et en Belgique, ainsi que disque de diamant en France fin octobre 2023,,.
Ce succès se matérialise avec la sortie de deux remix. Le premier est une version germanophone avec le rappeur franco-marocain Milano, disponible le 2 novembre, tandis que les Espagnols Lola Indigo et Rvfv sont les invités du second, qui sort le 7 décembre,. Cette dernière est certifiée platine en Espagne et y atteint la deuxième place des charts.
Lors de la Fête de la chanson française diffusée le 22 décembre 2023 sur France 2, il rend hommage à Renaud en reprenant avec Fianso Mistral Gagnant devant son auteur.

## Discographie

### Freestyles
- 2016 : Freestyle Azzaro
- 2017 : Freestyle Booska Bled
- 2017 : Freestyle OKLM
- 2018 : Freestyle Booska Bateau Pirate
- 2020 : Freestyle Booboo (sur Instagram)

### Singles
- 2016 : Vida Loca
- 2016 : Barbe noire
- 2017 : Fuego (feat. Ghost ST)
- 2017 : Dounia
- 2017 : Yeah!
- 2017 : Blanco Griselda
- 2017 : T.R.W (feat. Alonzo)
- 2017 : Bilal (feat. 7Liwa)
- 2017 : Mi Amigo
- 2018 : Milano
- 2018 : Guerilla
- 2018 : Dalida
- 2018 : Dalida (Remix) (feat. Veysel)
- 2018 : Vroom Vroom
- 2019 : Rockstar
- 2019 : Youv
- 2019 : Liberté (feat. Ouled El Bahdja)
- 2019 : Espérance
- 2019 : Bébé allô
- 2020 : Meleğim (feat. Dadju)
- 2020 : Maryline (feat. SCH)
- 2020 : Ça fait des années (feat. Cheb Mami)
- 2020 : La kichta (feat. Heuss l'Enfoiré)
- 2020 : Rockstar 2
- 2020 : Tichy (feat. Sofiane)
- 2020 : Jennifer (Remix) (feat. Lynda, Heuss l'Enfoiré, L'Algérino, Franglish)
- 2021 : Fada
- 2021 : Bye Bye (feat. Tayc)
- 2021 : Lela (feat. Rim'K)
- 2022 : Suavemente
- 2022 : Suavemente Remix (feat. Boro)
- 2022 : Askim (feat. Reynmen)
- 2022 : Balader (feat. Niska)
- 2022 : Baila (feat. Kendji Girac)
- 2023 : Casanova (feat. Gazo)
- 2023 : Y Dor (feat. Dystinct)
- 2023 : Casanova Remix (feat. Milano)
- 2023 : Casanova Remix (feat. Lola Indigo & Rvfv)
- 2024 : Tiki Taka (feat. SCH)
- 2024 : Freestyle Brut (feat. Sofiane, Kliff, Bad'm & Dj H)
- 2024 : Otra
- 2024 : Only You (feat. SDM)
- 2024 : Carré OK (feat. Gims)
- 2025 : Qué Miras Bobo
- 2025 : C'est fort (feat. Ninho)
- 2025 : Tkt pas
- 2025 : Tour du monde (feat. L2B)

### Collaborations
- 2015 : Reda Lax feat. Soolking - Général Amari
- 2016 : Ghost ST feat. Soolking & Djam Chow - Aubameyang
- 2017 : She Real feat. Sloppy Joe & Soolking - Like Me
- 2017 : Mert feat. Soolking - Ajajaj
- 2018 : Sofiane feat. Soolking - Madame Courage (sur l'album Affranchis)
- 2018 : YL feat. Soolking - Vai Nova (sur la mixtape Confidences)
- 2018 : Naps feat. Soolking - Favela (sur l'album À l'instinct)
- 2018 : Médine feat. Soolking - Madara
- 2018 : KeBlack & Soolking - Mi Corazón
- 2018 : L'Algérino feat. Soolking - Adios (sur l'album International)
- 2018 : Sofiane, Vald, Soolking, Sadek, Mac Tyer, Heuss l'Enfoiré & Kalash Criminel - Woah (sur la compilation 93 Empire)
- 2018 : Soolking - Karim & Nono (sur la bande originale du film Les Déguns)
- 2018 : Soprano feat. Soolking - Cantare (sur l'album Phœnix)
- 2018 : Kery James feat. Soolking - Ça va aller (sur l'album J'rap encore)
- 2018 : Kalash Criminel feat. Soolking - Savage (sur l'album La Fosse aux lions)
- 2018 : Balo G feat. Soolking, Nas Dos, FLK, Dex Poz & Djam Show - Africa
- 2018 : GLK feat. Soolking - Lové (sur l'album Un jour ou l'autre)
- 2018 : Veysel feat. Soolking - Bruder
- 2018 : Jul feat. Soolking - Come vai (sur l'album La Zone en personne)
- 2019 : Makiavel feat. Soolking - Grain de café (sur l'album Diplomatico)
- 2019 : Heuss l'Enfoiré feat. Soolking - Benda (sur l'album En esprit)
- 2019 : Lacrim feat. Soolking  - Maladie (sur le double album LACRIM)
- 2019 : Diplo feat. Soolking - Oh Maria
- 2019 : Franglish feat. Soolking - Déçu (sur l'album Monsieur)
- 2019 : Dhurata Dora feat. Soolking - Zemër
- 2019 : Naps feat. Soolking - Medellín (sur le double album On est fait pour ça)
- 2019 : Moubarak feat. Soolking, Heuss l'Enfoiré, TK, Jul - Plata en platine
- 2019 : Black M feat. Soolking & Heuss l'Enfoiré - Dans mon délire (sur l'album Il était une fois...)
- 2019 : Dadju feat. Soolking, Kaly & Aymane Serhani - Wouli Liya (sur le double album Poison ou Antidote)
- 2019 : SCH feat. Capo Plaza & Soolking - Every Day (sur l'album Rooftop)
- 2020 : Hornet la Frappe feat. Soolking - Galère après galère (sur l'album Ma ruche)
- 2020 : Ghali feat. Soolking - Jennifer (sur l'album DNA)
- 2020 : Naps feat. Soolking, Sofiane & Kliff - Poropop (sur l'album Carré VIP)
- 2020 : GLK feat. Soolking & Koba LaD - Sinaloa (sur l'album Indécis)
- 2020 : Leto feat. Soolking - T'es allée où ? (sur l'album 100 visages)
- 2020 : Sifax feat. Soolking - Pas la peine (sur l'album La Mentale)
- 2020 : Kendji Girac feat. Soolking - Bebeto (sur l'album Mi vida)
- 2020 : Lynda feat. Soolking - Luna (sur l'album Papillon)
- 2020 : Louane feat. Soolking - Toute ma vie (sur l'album Joie de vivre)
- 2020 : Soolking - Isabella (sur la compilation Art de rue)
- 2020 : Imen Es, Hatik, Dadju & Soolking - Unité (sur la compilation UNITÉ)
- 2020 : Mero - feat. Soolking - Choya (sur l'album Seele)
- 2020 : Landy feat. Soolking - Ma werss (sur l'album A-One)
- 2021 : AriBeatz feat. Soolking & Ozuna - Aquí
- 2021 : Camélia Jordana feat. Soolking - Te parler (sur l'album Facile x Fragile)
- 2021 : Sofiane feat. Soolking - Nouveaux parrains (sur l'album La direction)
- 2021 : Alonzo feat. Soolking & L'Algérino - Dinero (sur la mixtape Capo dei Capi Vol. III)
- 2021 : Niro feat. Soolking - Amiga (sur l'album Sale môme)
- 2021 : Naps feat. Soolking & Le Rat Luciano - Tagada (sur l'album Les Mains faites pour l'or)
- 2022 : Barack feat. Soolking - Dosé (sur l'album Black House)
- 2022 : 4.4.2, Tayc, Soolking feat. Jul, Naza - Va bene
- 2022 : Kendji Girac feat. Soolking - Desperado (sur l'album L'École de la vie)
- 2022 : Gims feat. Soolking - Après vous Madame (sur l'album Les Dernières Volontés de Mozart)
- 2022 : RK feat. Soolking - Paix & Plata (sur l'album Mentalité)
- 2022 : Mohamed Ramadan feat. Soolking - Paris Dubai
- 2022 : Emkal feat. Soolking - Ma douce (sur l'album Cœur ouvert)
- 2023 : Lynda feat. Soolking - Câlin (sur l'album Un peu de moi)
- 2023 : Kofs feat. Soolking - Omri (sur l'album Matrixé)
- 2023 : Heuss l'Enfoiré feat. Soolking & Nyma - Santafe (sur l'album Chef d'orchestre)
- 2023 : Neven feat. Soolking - Promesse
- 2023 : Ghali feat. Soolking - Buonasera (sur l'album Pizza Kebab Vol. 1)
- 2024 : Vacra feat. Soolking - Oh My (sur l'album Pygmalion)
- 2024 : L'Algérino feat. Soolking - Roméo
- 2024 : Corneille feat. Soolking - Seul au monde
- 2024 : KeBlack feat. Soolking - Charisme (sur l'album Focus)
- 2025 : Nahir feat. Soolking - Mecano (sur l'album Rien Sans Lien)
- 2025 : Timal feat. Soolking - Il le fallait (sur l'album Ultimatum)
- 2025 : Lacrim feat. Soolking & Kore - Jetlag (sur l'album R.I.P.R.O 5)

## Filmographie

### Cinéma

#### Longs métrages
- 2023 : Les Déguns 2 de Cyrille Droux & Claude Zidi Jr. : lui-même
- 2024 : Barbès, Little Algérie de Hassan Guerrar : Aziz

### Télévision

#### Série télévisée
- 2021 : Validé de Franck Gastambide : lui-même

## Distinctions

### BIAF (Beirut International Awards Festivals)
| Année | Travail nommé | Catégorie                         | Résultat |
| ----- | ------------- | --------------------------------- | -------- |
| 2019  | Soolking      | Artiste international de l’année. | Lauréat  |

### NRJ Music Awards
| Année | Travail nommé                        | Récompense                           | Résultat   |
| ----- | ------------------------------------ | ------------------------------------ | ---------- |
| 2020  | Soolking                             | Révélation francophone de l'année    | Nomination |
| 2020  | Soolking feat. Dadju - Meleğim       | Collaboration francophone de l'année | Lauréat    |
| 2021  | Kendji Girac feat. Soolking - Bebeto | Collaboration francophone de l'année | Nomination |
| 2022  | Soolking feat. Niska - Balader       | Social Hit                           | Nomination |
| 2022  | Soolking - Suavemente                | Chanson francophone de l'année       | Nomination |
| 2022  | Soolking - Suavemente                | Reprise / adaptation                 | Lauréat    |
| 2023  | Soolking feat. Gazo - Casanova       | Reprise / adaptation                 | Nomination |
| 2023  | Soolking feat. Gazo - Casanova       | Collaboration francophone de l'année | Nomination |

### La Chanson de l'année
| Année | Travail nommé | Récompense | Résultat   |
| ----- | ------------- | ---------- | ---------- |
| 2020  | Melegim       | Trophée    | Nomination |

### W9 d'or de la musique
- 2022 : W9 d'or du titre le plus écouté à la radio pour Suavemente[60]
- 2022 : W9 d'or du clip le plus diffusé à la télévision pour Suavemente[60]

### autres
- 2024 : Meilleure artiste d'Afrique du Nord aux Victoires de la musique guinéenne[61].

### Notices
- Ressources relatives à la musique :   - AllMusic
  - Discogs
  - Last.fm
  - MusicBrainz
  - Muziekweb
  - Rate Your Music
  - Shazam
  - Songkick
  - SoundCloud
- Ressources relatives à l'audiovisuel :   - Africultures
  - Allociné
  - IMDb
  - Unifrance
- Ressource relative à plusieurs domaines :   - Radio France
- Notices d'autorité :   - VIAF
  - ISNI
  - BnF (données)
  - GND